# کوان برودهرست
کوان برودهرست (انگلیسی: Kevan Broadhurst؛ زادهٔ ۳ ژوئن ۱۹۵۹) بازیکن فوتبال اهل بریتانیا است.
از باشگاه‌هایی که در آن بازی کرده‌است می‌توان به باشگاه فوتبال والسال و باشگاه فوتبال بیرمنگام سیتی اشاره کرد.